# Nimo Benne
Nimo Benne (* 21. März 2000) ist ein niederländischer Volleyballspieler.

## Karriere
Benne begann seine Karriere im Talentteam Papendal. Er spielte auch in der niederländischen Junioren-Nationalmannschaft. Danach ging der Außenangreifer nach Kanada, wo er 2019/20 zunächst an der Thompson Rivers University studierte und in der Universitätsmannschaft Wolfpack spielte. Von 2021 studierte er an der University of the Fraser Valley und spielte für die Cascades. 2025 wurde Benne vom deutschen Bundesligisten Baden Volleys SSC Karlsruhe verpflichtet.